# Adansonia
Baobab, Arbre bouteille, Adansonie
« Baobab » redirige ici. Pour les autres significations, voir Baobab (homonymie).
Pour les articles homonymes, voir Arbre bouteille.
Genre
Statut CITES
Adansonia, l'Adansonie, est un genre de plantes à fleurs de la famille des Bombacaceae selon l'ancienne classification classique, ou de celle des Malvaceae selon la classification phylogénétique, communément appelés Baobabs, ou parfois Arbres bouteilles. Ce sont des arbres tropicaux qui poussent dans la savane, résistent à des chaleurs intenses, peuvent vivre très vieux et mesurer jusqu'à 40 m de hauteur. Leurs fruits, les akoussas, ou pains de singe, ont des usages alimentaires et cosmétiques divers.
À Madagascar, cet arbre est appelé « reny ala », ce qui signifie « mère de la forêt ».

## Description

### Arbres adultes
Ce sont des arbres caducifoliés, à gros tronc cylindrique ou conique. Leur écorce est grisâtre, tendre et parfois pourvue de quelques aiguillons coniques. Les feuilles sont digitées, longuement pétiolées, glabres ou à indument de poils en bouquets surtout à l'état jeune. Les stipules étroites ; les trois à neuf folioles sont articulées, pétiolulées ou non, entières, très rarement denticulées.

### Plantules
Les plantules sont glabres ; les cotylédons sont épanouis au-dessus du niveau du sol, opposés, entiers, plissés, foliacés.

### Fleurs

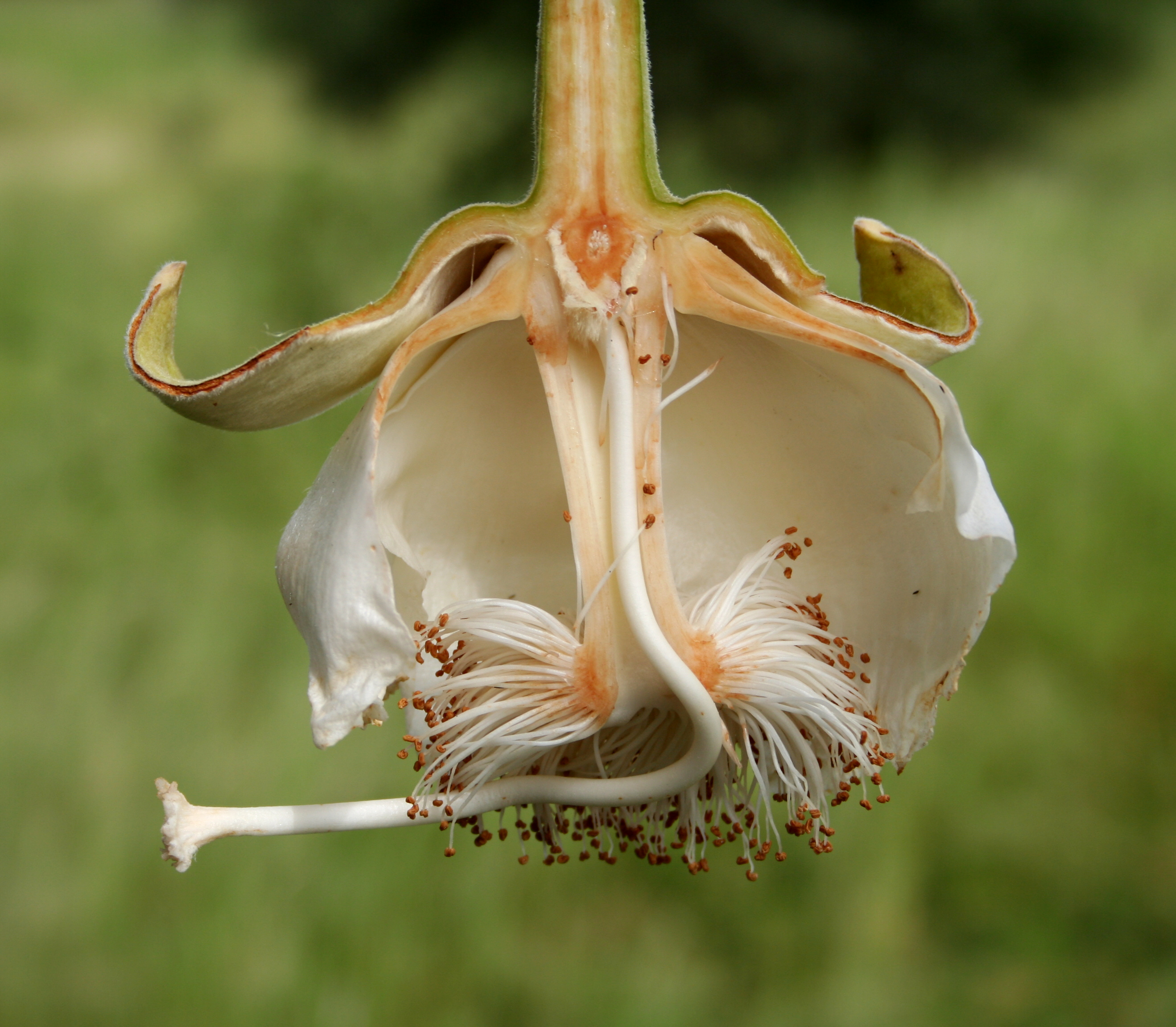
Coupe longitudinale d'une fleur de Baobab africain (Adansonia digitata). Photo prise dans la campagne Burkinabée, entre Fada N'Gourma et Ouagadougou.
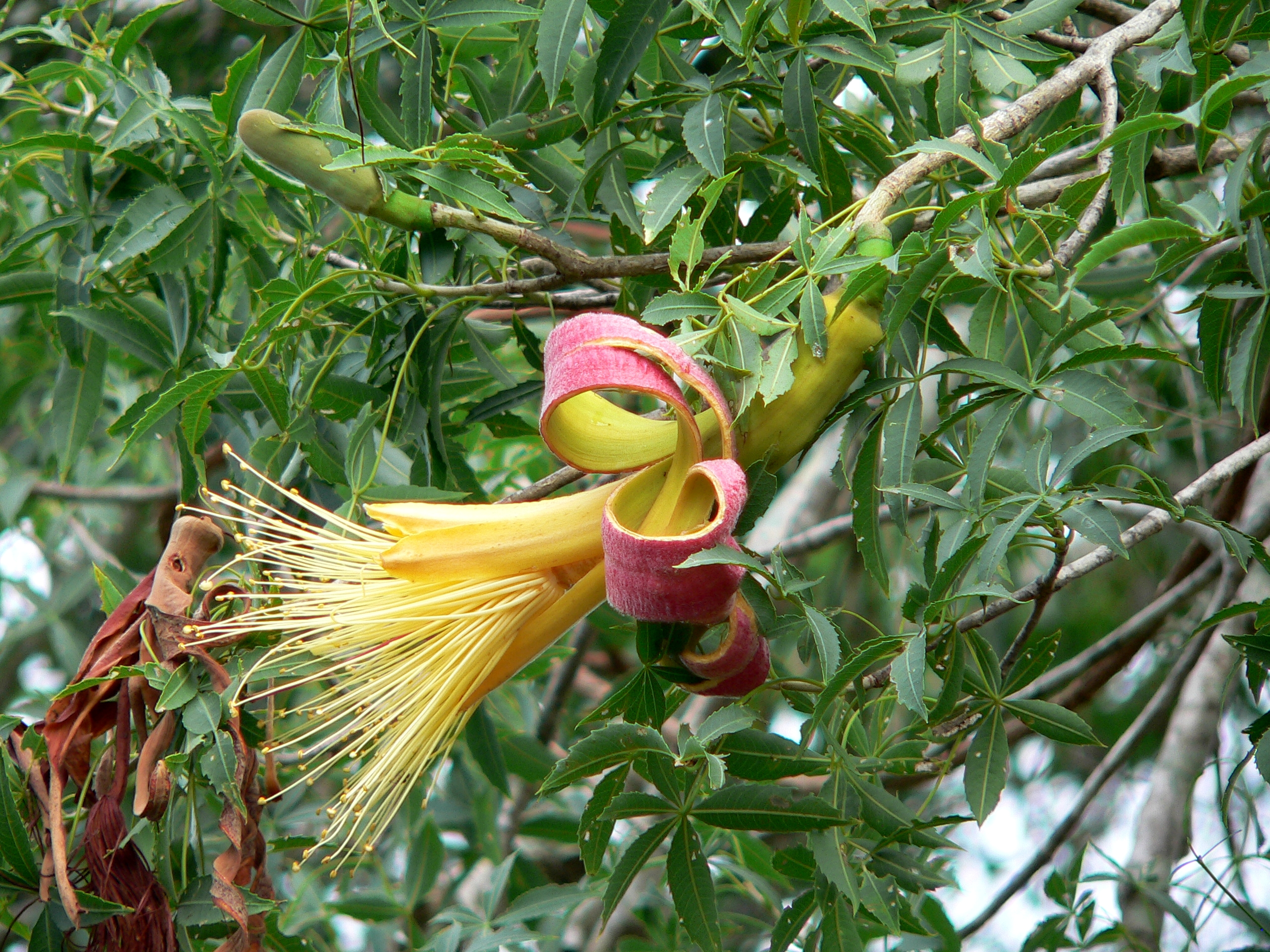
Fleur de Adansonia rubrostipa.

Les fleurs sont grandes, axillaires, solitaires, pendantes ou dressées, à indument de poils en bouquets. Le pédicelle porte à son sommet deux bractéoles caduques. Le bouton est arrondi, obovale ou digitiforme. Le calice se divise en cinq, rarement trois, lobes, glabre à tomenteux extérieurement. Les cinq pétales sont orbiculaires, obovales ou linéaires-lancéolés, glabres à pubescents sur les deux faces. Les étamines sont soudées sur plus ou moins la moitié de leur longueur en un tube cylindrique, adné à la base de la corolle. Les anthères sont réniformes ou oblongues, à une seule thèque. Les grains de pollen sont à sexine tégillée et spinulée. L'ovaire présente cinq, dix voire quinze loges contenant plusieurs ovules. Le style est long, filiforme. Le stigmate présente cinq, dix voire quinze branches courtes, étoilées.

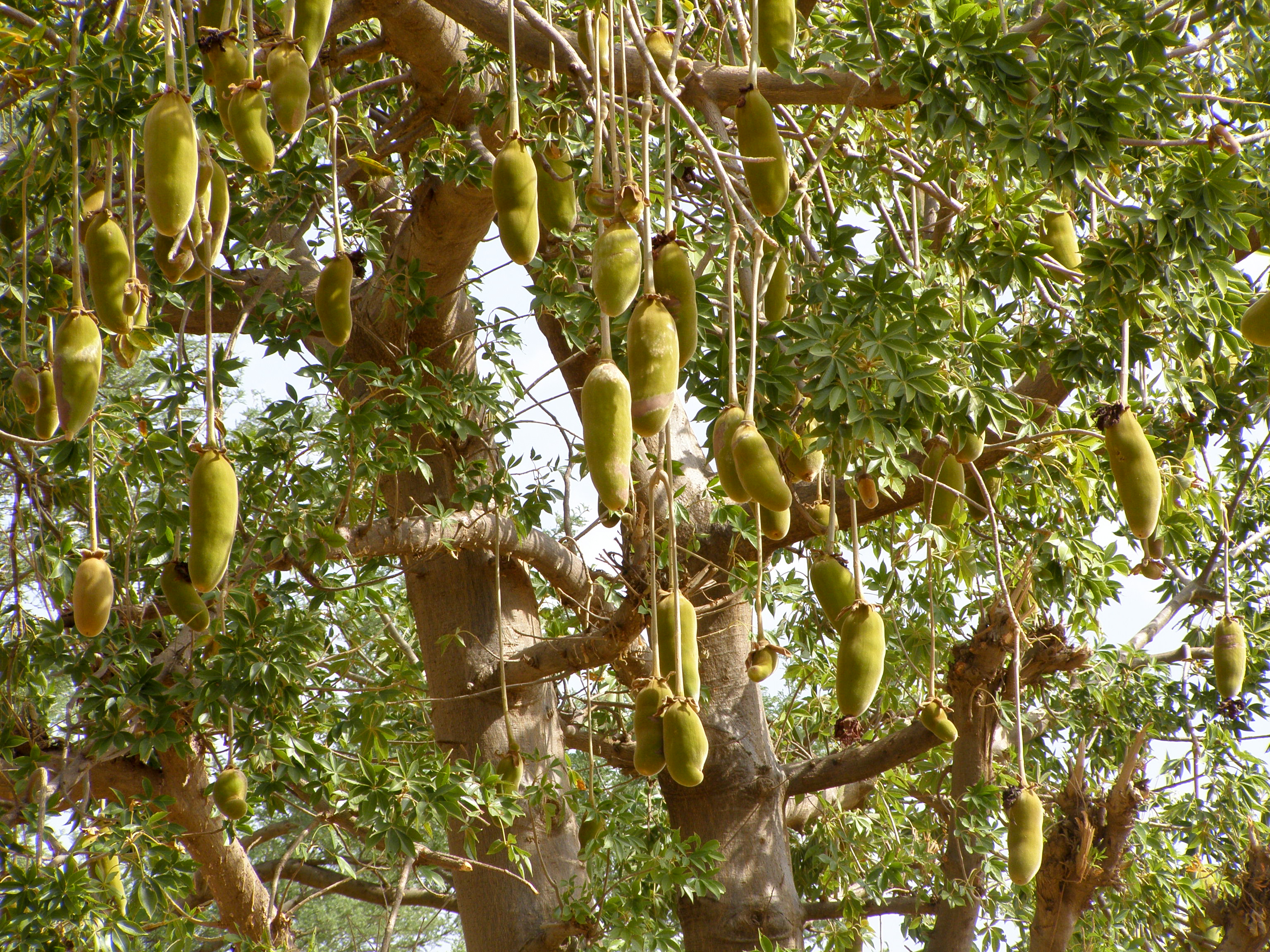
Baobab (Adansonia digitata) chargé de ses fruits au pied de la falaise de Bandiagara en pays Dogons au Mali.

### Fruits
Les fruits sont des capsules ligneuses, globuleuses, oblongues ou plus ou moins ovoïdes, indéhiscentes, recouvertes d'un tomentum jaune roussâtre dense et remplies d'une pulpe farineuse. Les graines y sont nombreuses, réniformes, globuleuses ou anguleuses. Le testa est dur et coriace.

## Écologie
Les Baobabs sont des arbres tropicaux adaptés à la survie des environnements possédant une saison humide très pluvieuse et une saison sèche très aride : ils perdent leurs feuilles en saison sèche et stockent de grandes quantités d'eau dans leur tronc, qui prend souvent une allure de bouteille voire dans certains cas de ballon de baudruche. Ils atteignent en moyenne une trentaine de mètres de haut (parfois 40 m) et environ 7 m de diamètre de tronc, mais parfois plus de 10 m.
Un baobab peut contenir jusqu'à 100 000 litres d'eau, qui peuvent notamment attirer des éléphants capables de percer leur écorce pour boire cette eau.
« L'arbre de Platland » en Afrique du Sud, aujourd'hui disparu, était l'un des plus gros du monde, avec un tronc de 34 m de circonférence soit 10,8 mètres de diamètre. Il avait 6 000 ans selon sa propriétaire, mais seulement 800 ans selon les dendrologues. Les spécialistes estiment que les baobabs ne vivent pas plus de 2 000 ans, cependant, l'absence de stries de croissance dans leur tronc rend la datation difficile[réf. nécessaire].

## Aire de répartition
Alors qu'il n'existe qu'une seule espèce pour tout le continent africain, on rencontre à Madagascar sept espèces, dont six endémiques, et trois spécifiques aux régions littorales. On trouve également une espèce endémique dans le nord-ouest de l'Australie, Adansonia gregorii. Certaines espèces ont été introduites durablement en Asie du Sud.

## Taxinomie
Le nom scientifique du genre Adansonia a été dédié en 1753 par le naturaliste suédois Carl von Linné à Michel Adanson (1727-1806), botaniste et explorateur français, qui fut le premier européen à décrire le baobab au Sénégal.
Le premier nom publié en 1753 est invalide (nom. inval.) : Linné a publié Adansonia comme un genre monotypique avec une seule espèce (Adansonia digitata), mais n'a pas fourni de description, mais a fait référence à des descriptions dans des publications antérieures, ce qui n'est acceptable selon le code de Melbourne (Art. 38.5 dernière phrase). Les noms génériques figurant dans le Species plantarum, ed. 1 (1753) de Linné sont associés à la première description ultérieure donnée sous ces noms dans Genera plantarum, ed. 5 (1754) de Linné (voir Art. 13.4). Mais Adansonia ne figure pas dans la publication de 1754. Ainsi, Linné a validé le nom en 1759 dans sa dixième édition du Systema Naturae.

### Synonymes
Adansonia L. a pour synonymes :
- Baobab Adans.
- Baobabus Kuntze
- Ophelus Lour.

### Liste des espèces
La liste exacte des espèces du genre diffère selon les sources.
Selon GRIN (18 juillet 2022.) :
- Adansonia digitata L. — Baobab africain
- Adansonia grandidieri Baill. — Baobab de Grandidier
- Adansonia gregorii F.Muell — Baobab australien
- Adansonia madagascariensis Baill. — Baobab malgache
- Adansonia perrieri Capuron — Baobab de Perrier
- Adansonia rubrostipa Jum. & H.Perrier
- Adansonia suarezensis H.Perrier — Baobab de Suarez
- Adansonia za Baill. — Baobab za

Selon Plants of the World online (POWO) (18 juillet 2022.) :
- Adansonia digitata L.
- Adansonia fony Baill.
- Adansonia grandidieri Baill.
- Adansonia gregorii F.Muell.
- Adansonia madagascariensis Baill.
- Adansonia perrieri Capuron
- Adansonia suarezensis H.Perrier
- Adansonia za Baill.

Selon la World Flora Online (WFO) (18 juillet 2022.) :
- Adansonia digitata L.
- Adansonia fony Baill.
- Adansonia grandidieri Baill.
- Adansonia gregorii F.Muell.
- Adansonia madagascariensis Baill.
- Adansonia microphylla A.Rich.
- Adansonia pedunculosa A.Rich.
- Adansonia perrieri Capuron
- Adansonia suarezensis H.Perrier
- Adansonia za Baill.

Selon le Catalogue of Life (18 juillet 2022.) :
- Adansonia digitata L.
- Adansonia gibbosa (A. Cunn.) Guymer ex D. A. Baum
- Adansonia grandidieri Baill.
- Adansonia gregorii F. Muell.
- Adansonia madagascariensis Baill.
- Adansonia perrieri Capuron
- Adansonia rubrostipa Jum. & Perrier
- Adansonia suarezensis H. Perrier
- Adansonia za Baill.

Selon la Base de données des plantes d'Afrique (BDPA) (18 juillet 2022.) (attention liste brute contenant des synonymes) :
- Adansonia alba Jum. & H. Perrier
- Adansonia bernieri Baill. ex Poiss.
- Adansonia bozy Jum. & H. Perrier
- Adansonia digitata L.
- Adansonia fony Baill.
- Adansonia fony Baill. ex H. Perrier
- Adansonia grandidieri Baill.
- Adansonia kilima Pettigrew & al.
- Adansonia madagascariensis Baill.
- Adansonia perrieri Capuron
- Adansonia rubrostipa Jum. & H. Perrier
- Adansonia situla (Lour.) Spreng.
- Adansonia somalensis Chiov.
- Adansonia sphaerocarpa A. Chev.
- Adansonia suarezensis H. Perrier
- Adansonia sulcata A. Chev.
- Adansonia za Baill.

## Galerie d'images

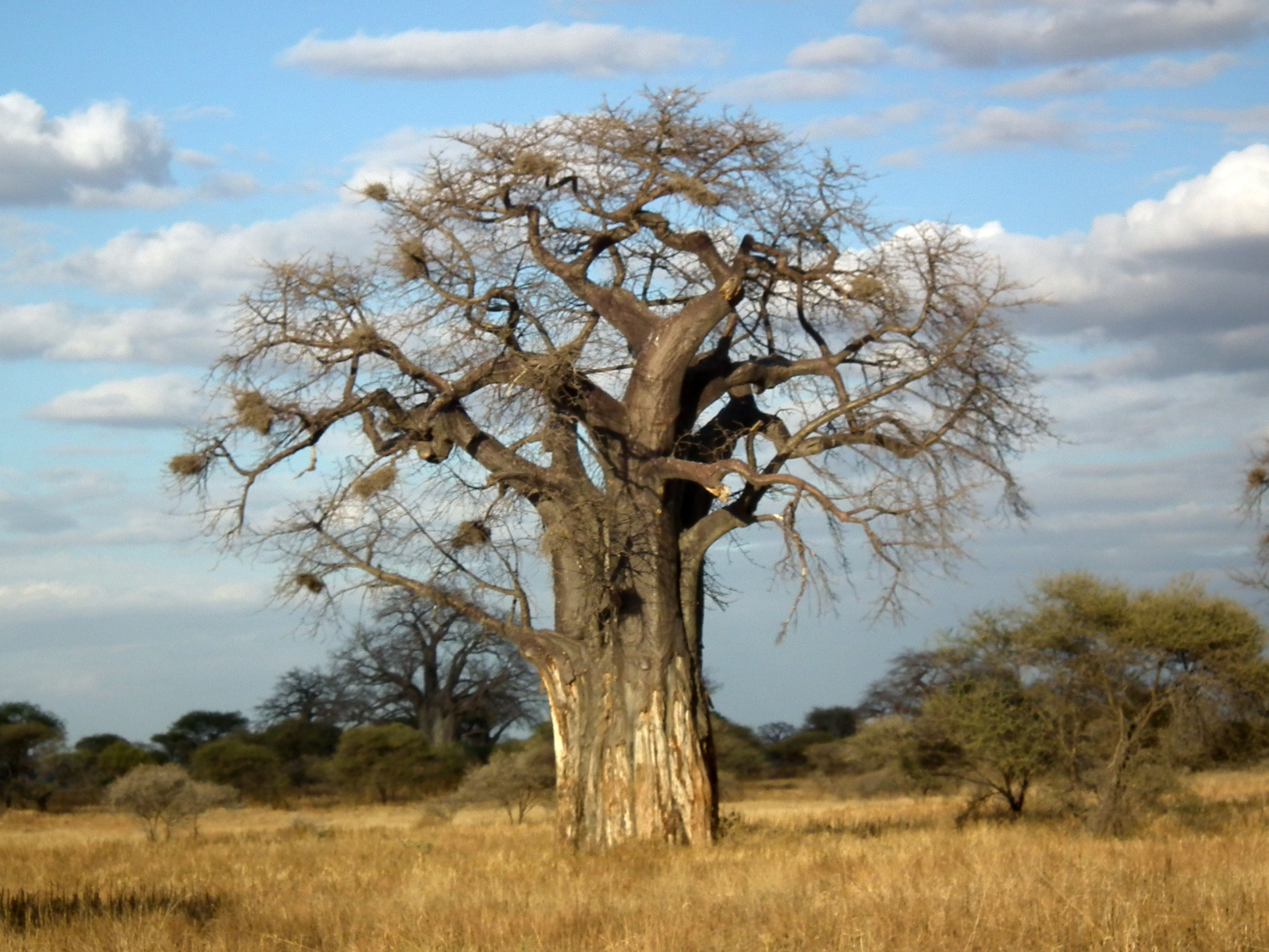
Baobab africain (Adansonia digitata).
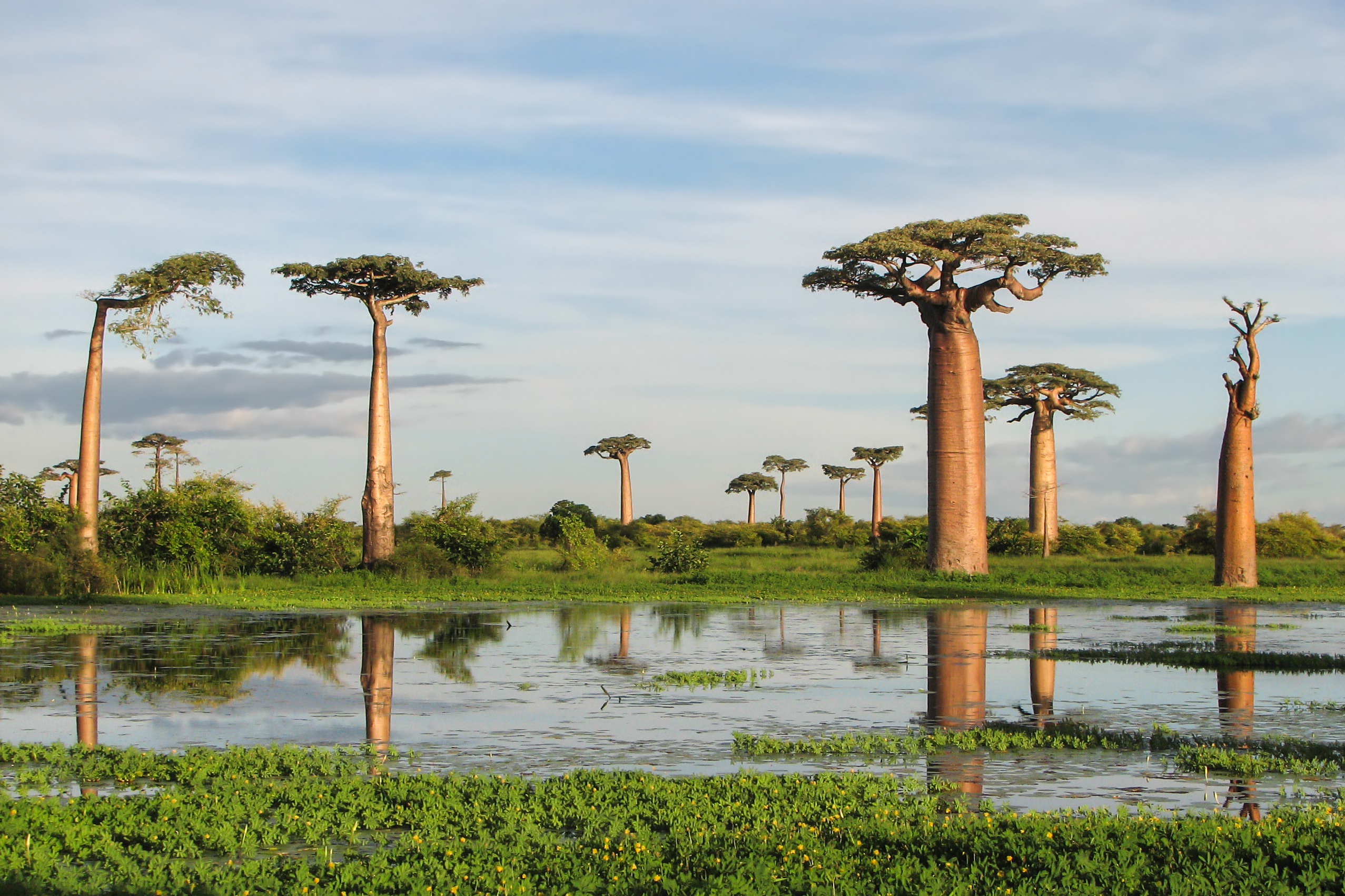
Baobab bouteille malgache (Adansonia grandidieri), classé en danger.d’extinction (EN) à la liste rouge de l'UICN.
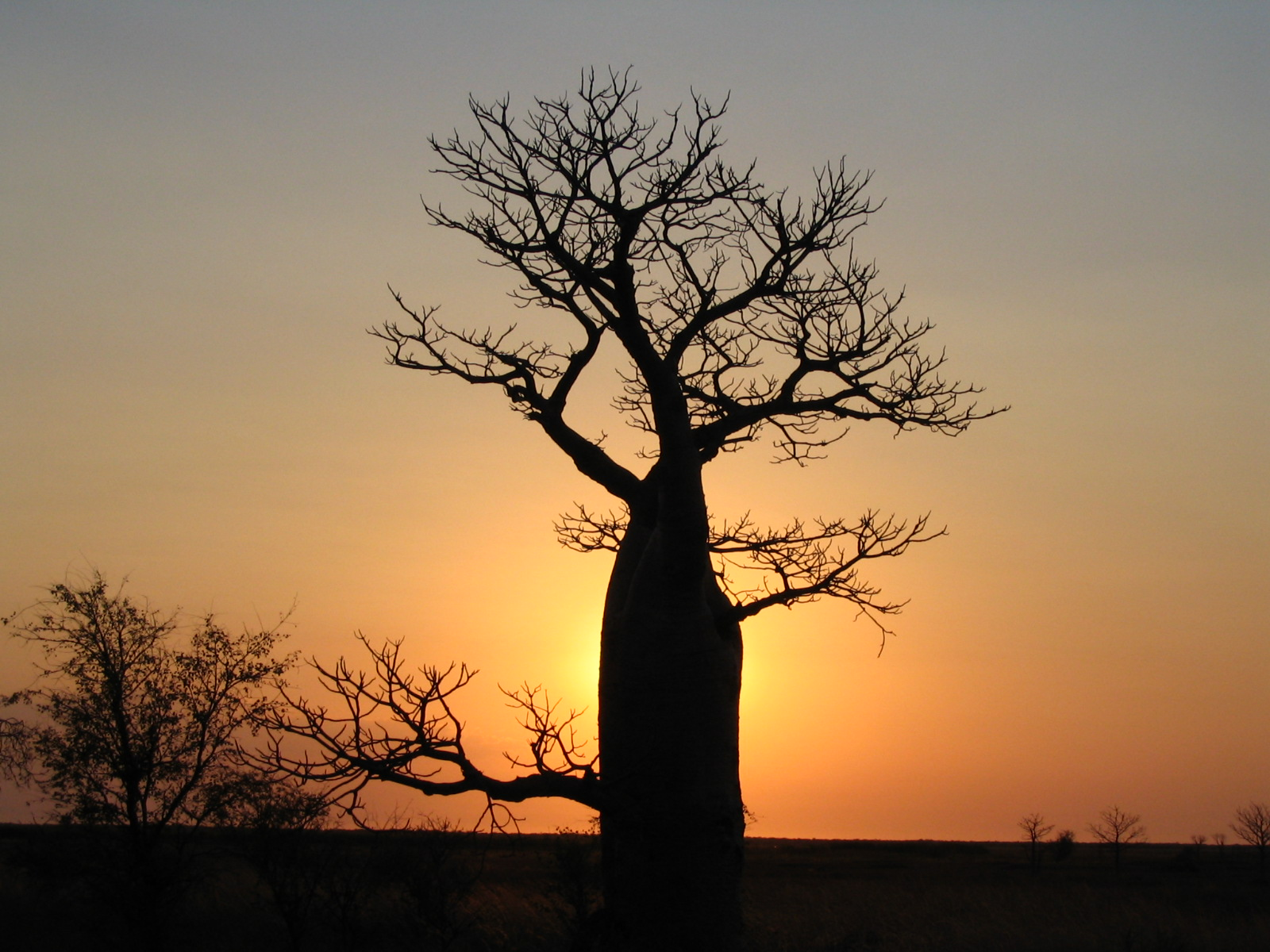
Baobab australien (Adansonia gregorii).
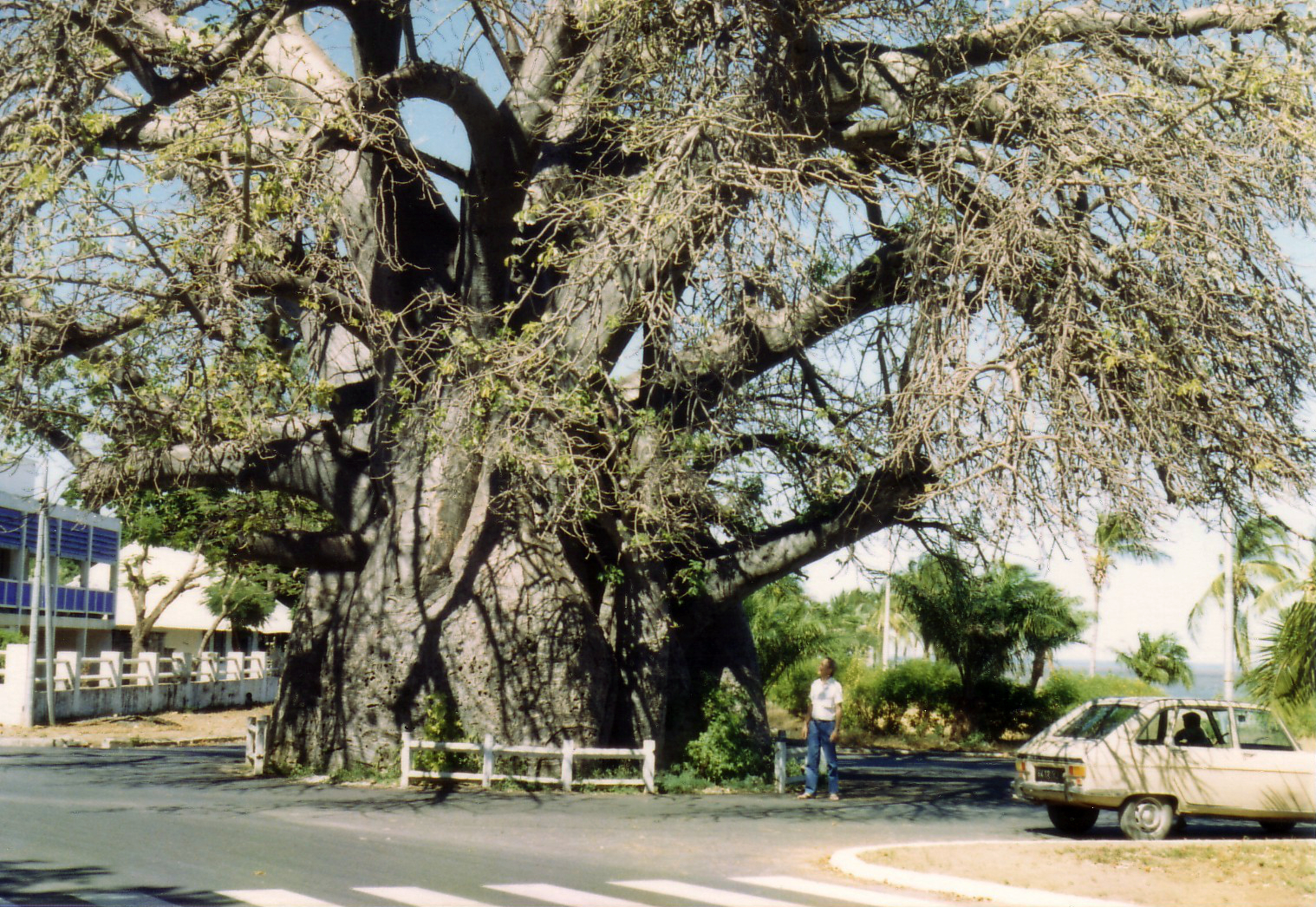
Baobab malgache (Adansonia madagascariensis).
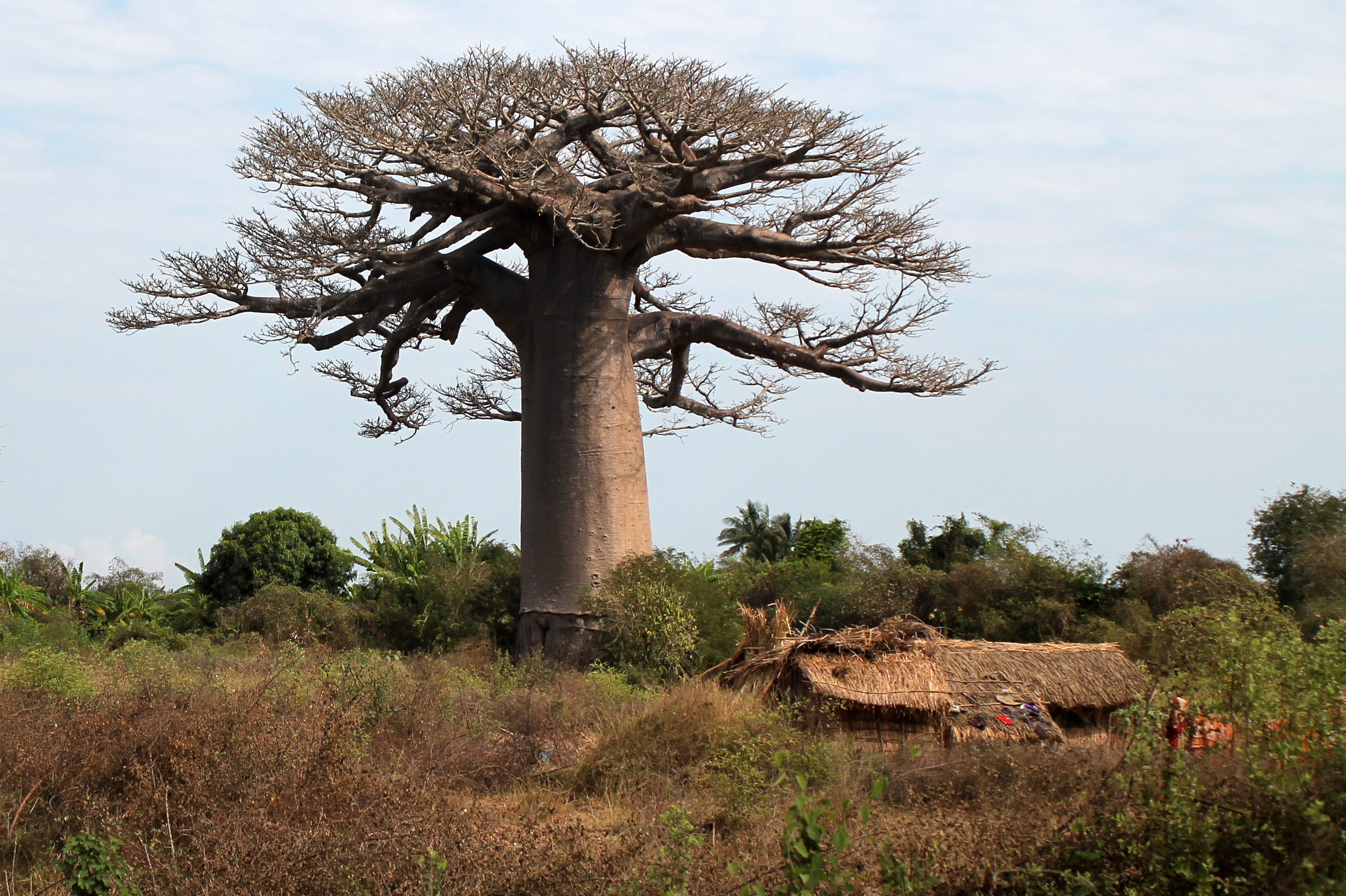
Adansonia rubrostipa.
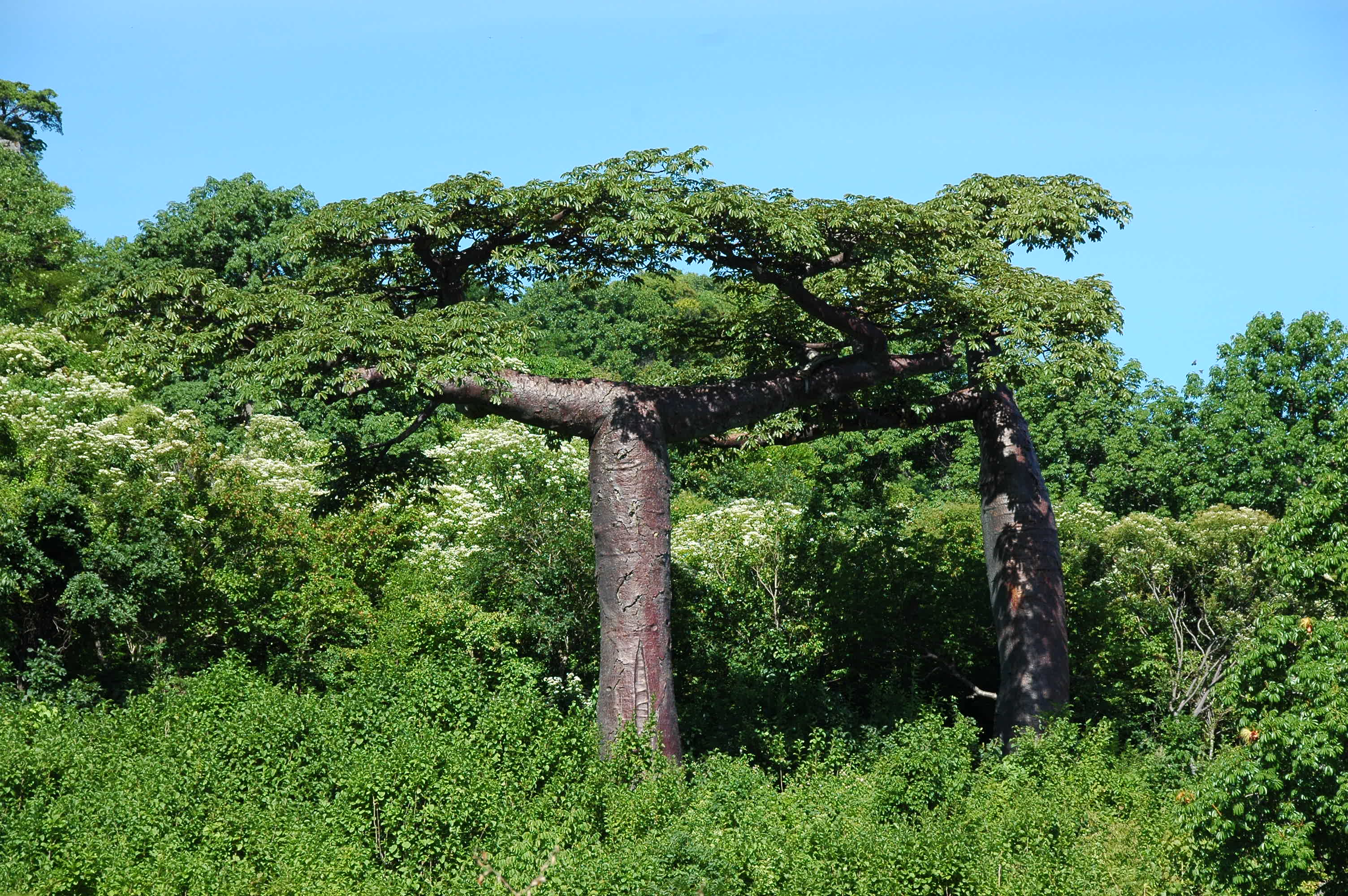
Baobab de Suarez (Adansonia suarezensis).
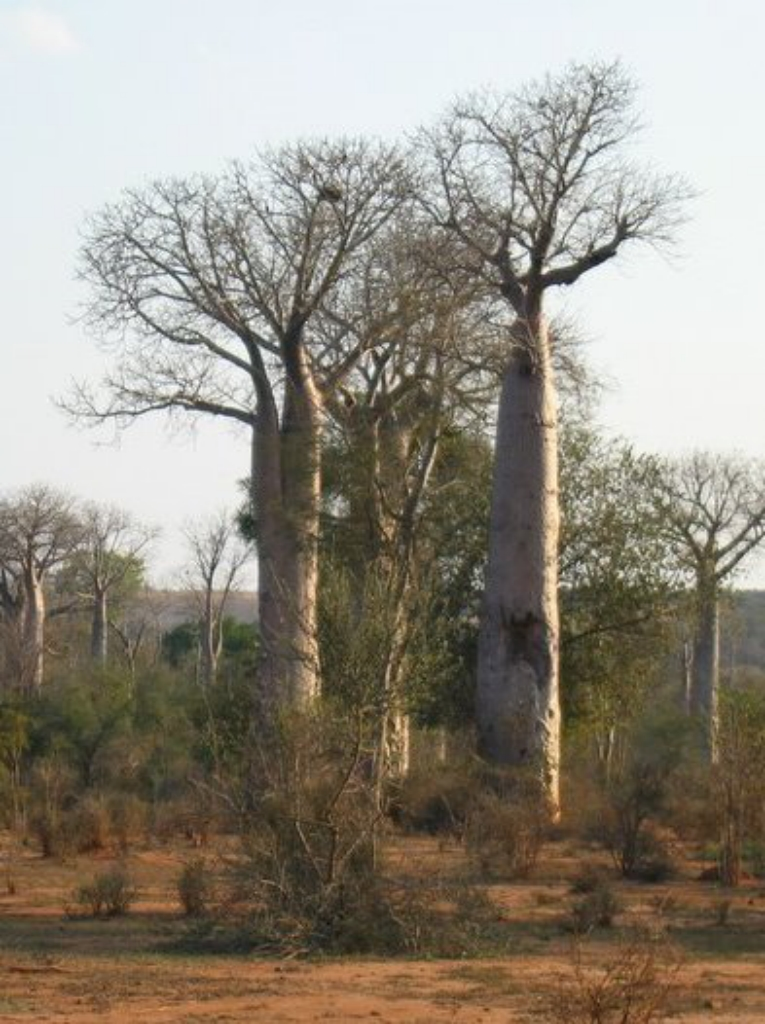
Baobab za (Adansonia za).
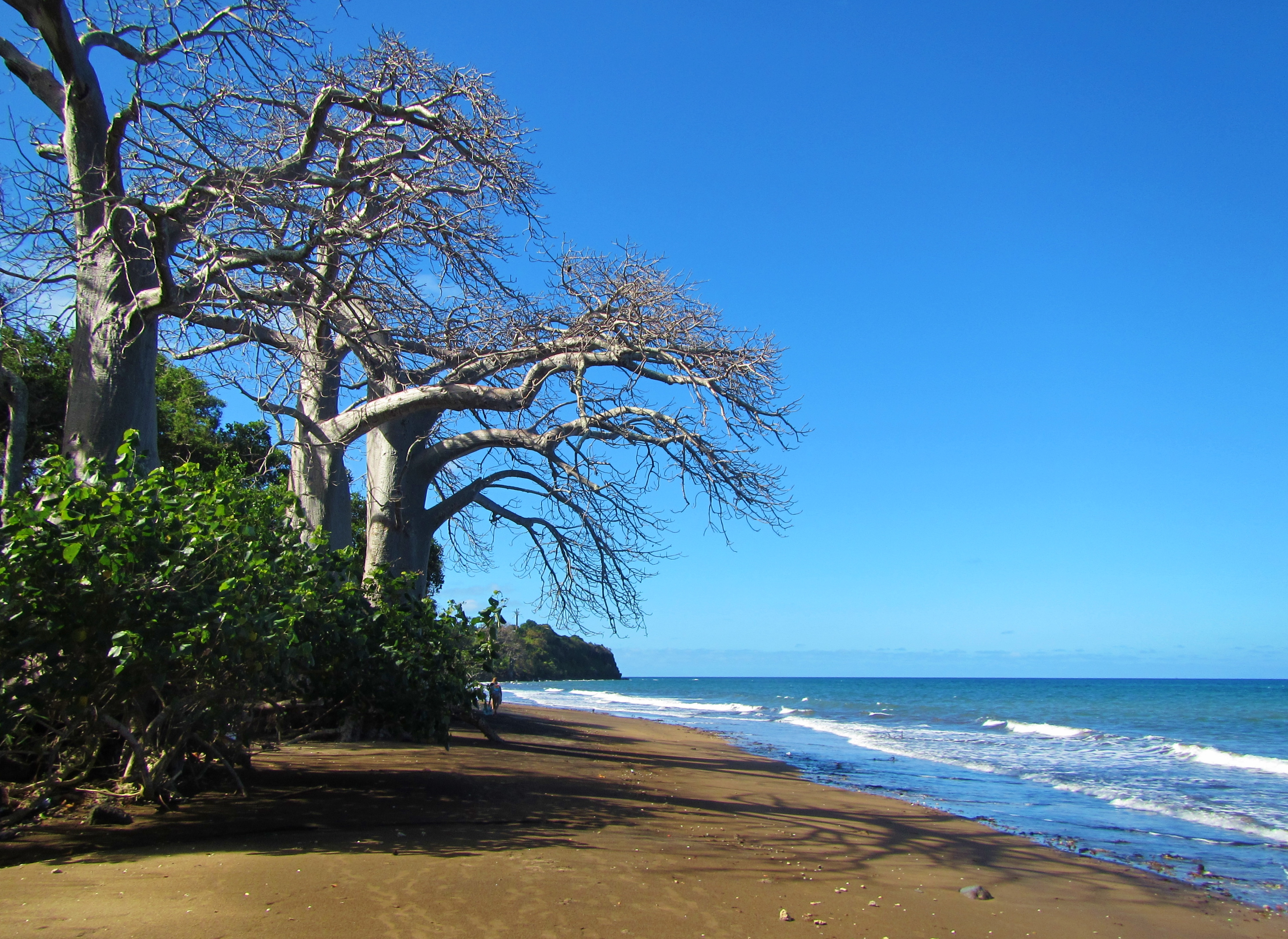
Baobabs africains bordant la Plage de Sakouli à Mayotte (France).
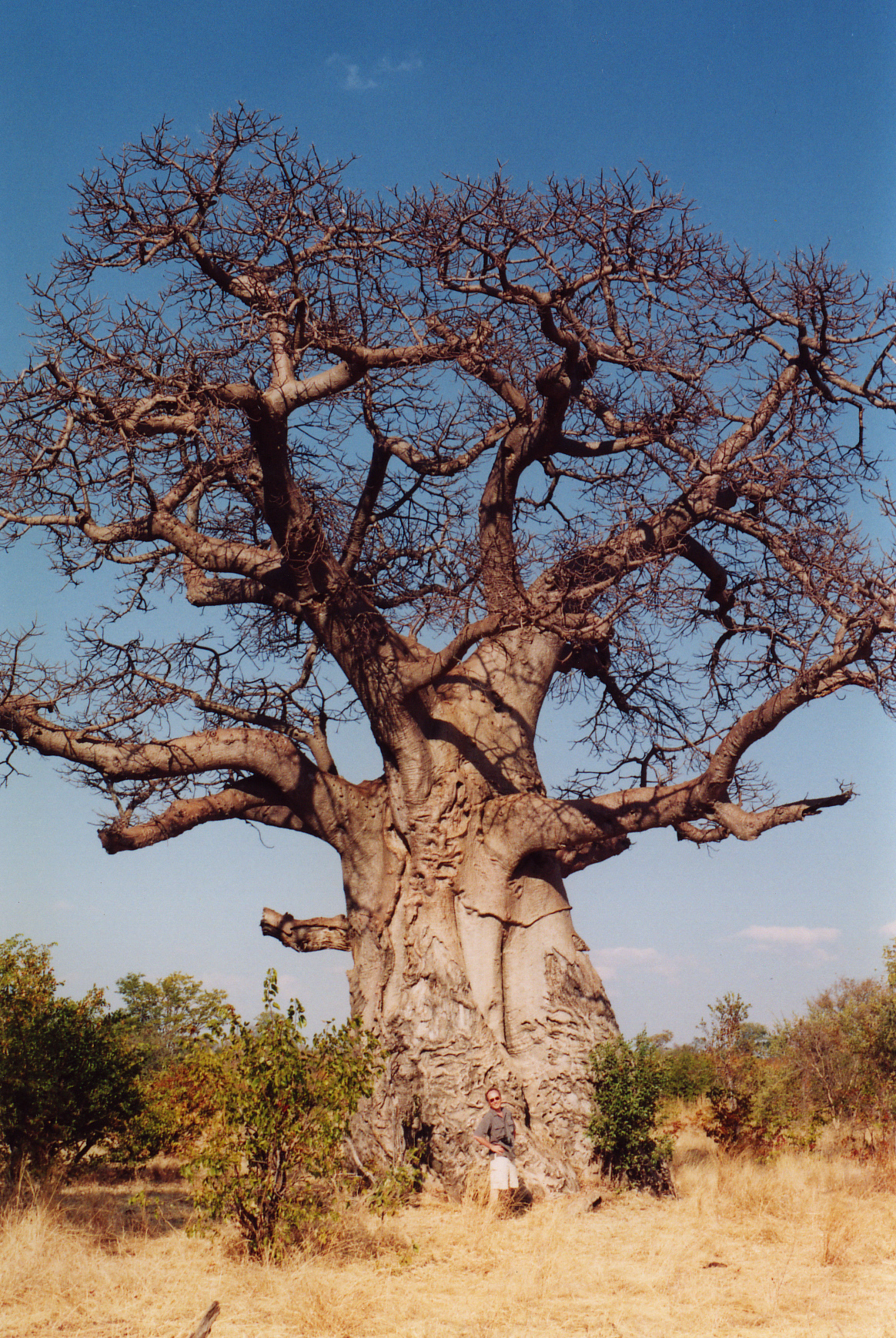
Baobab africain (Adansonia digitata).
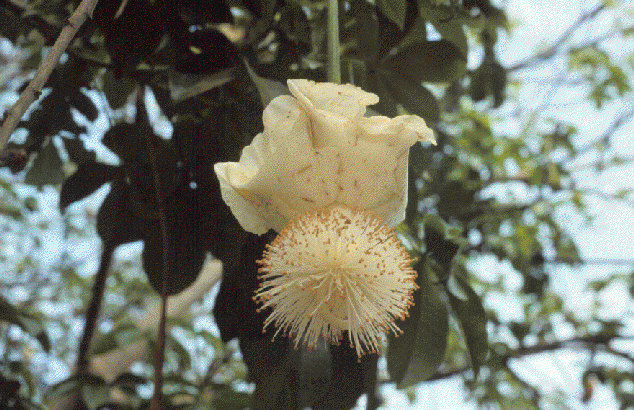
Fleur de Baobab africain (Adansonia digitata).
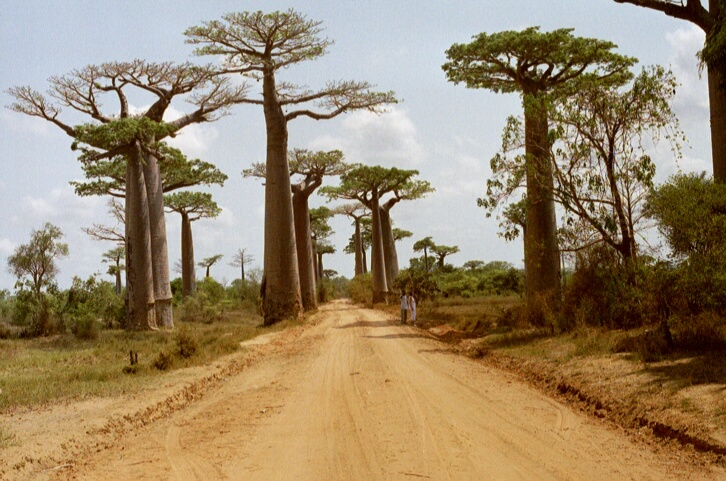
Allée de baobabs de Grandidier (Adansonia grandidieri) près de Morondava.
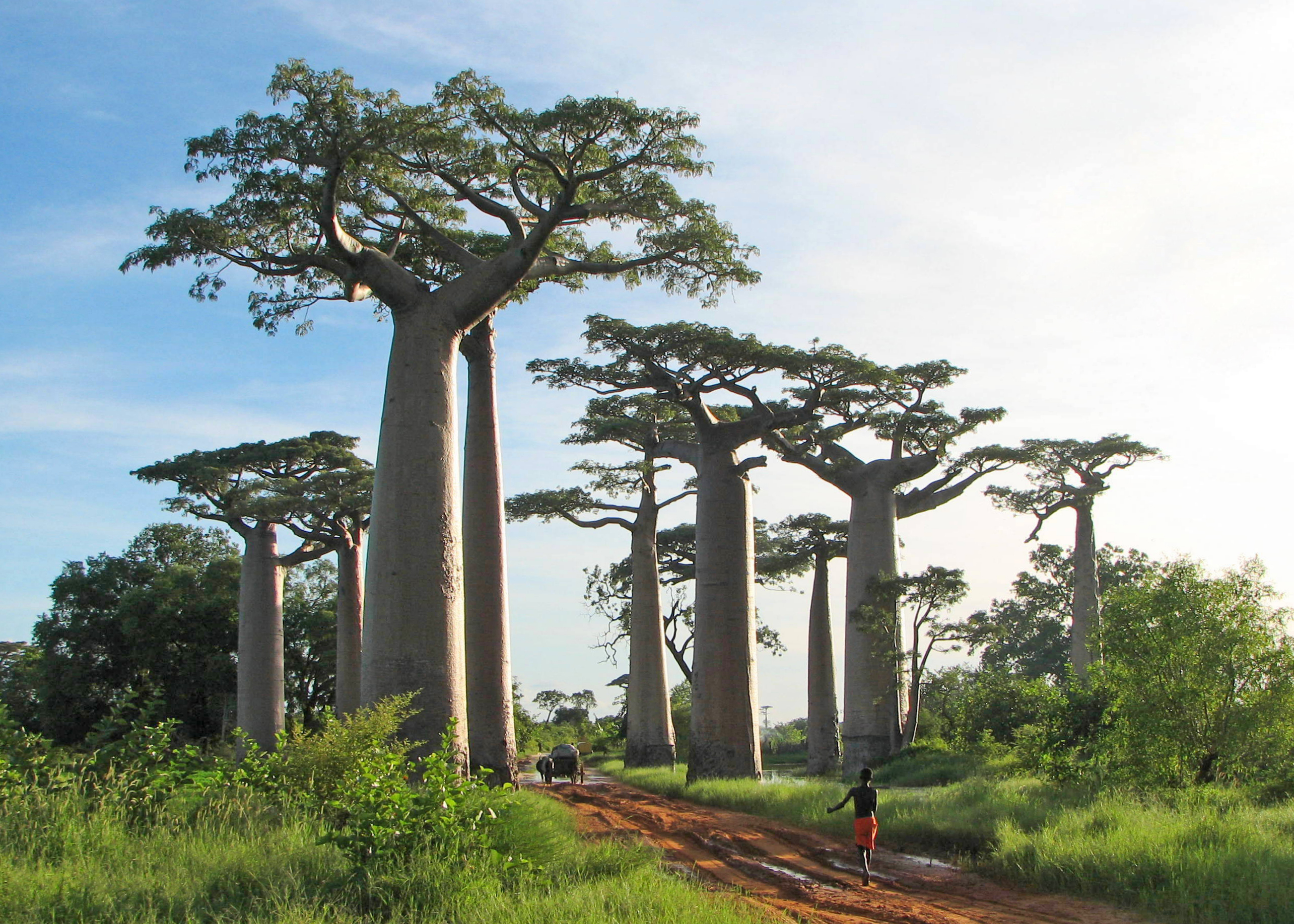
Adansonia grandidieri, Madagascar.
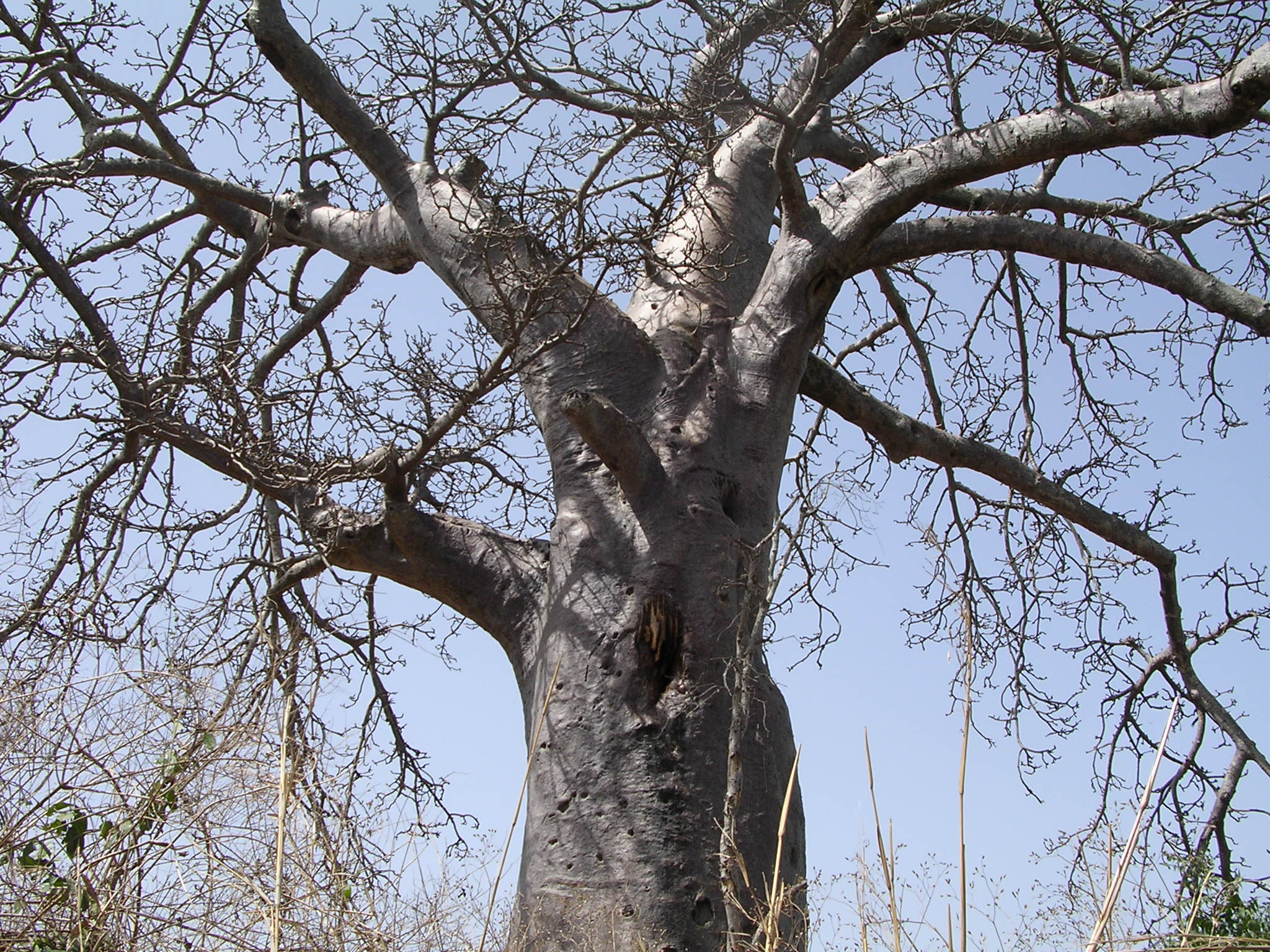
Baobab africain (Sénégal).

## Utilisations

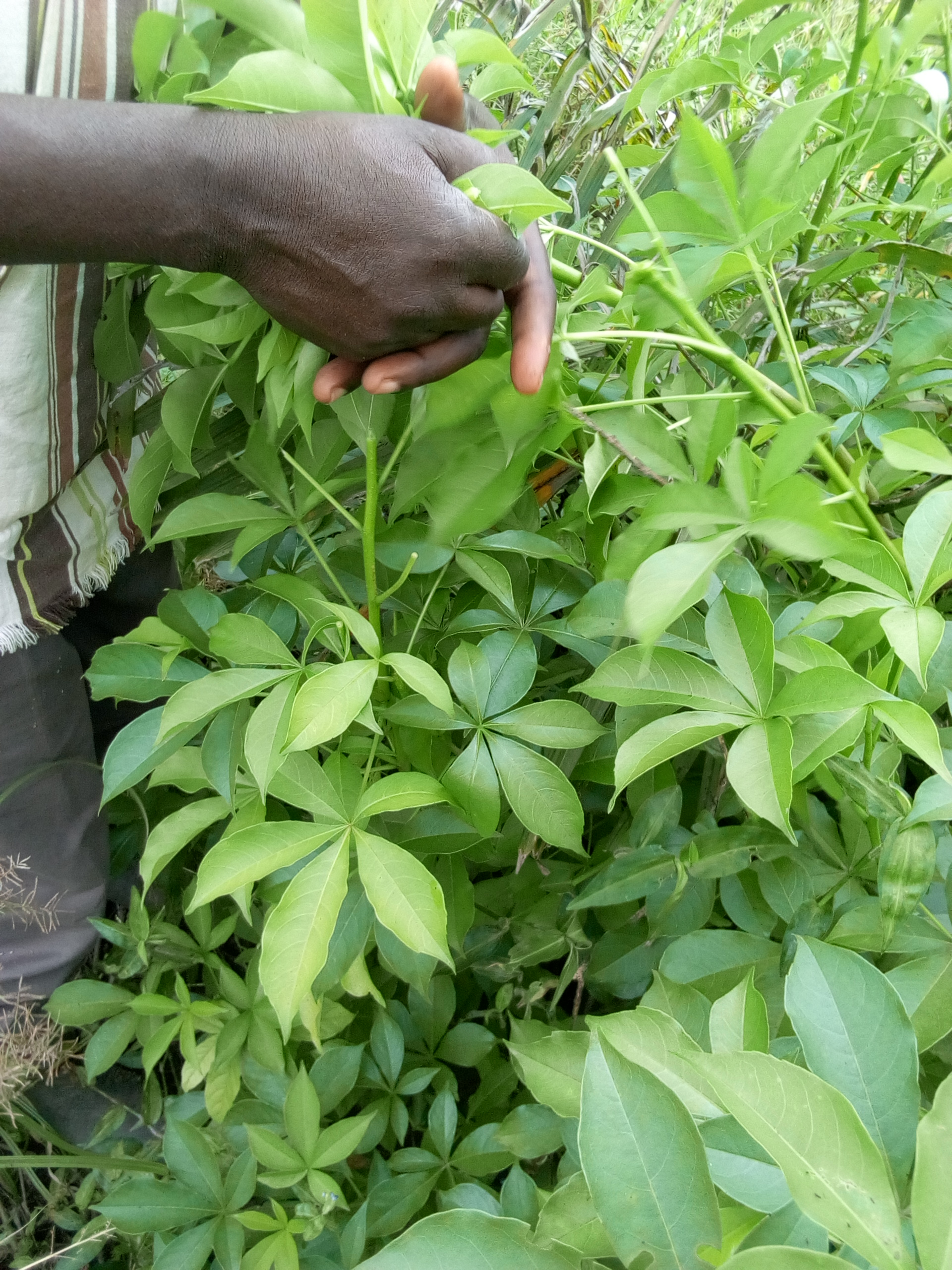
Les feuilles, ici d'un jeune plant, peuvent être ramassées pour être cuisinées en sauce.

Partout où les Baobabs poussent, les populations locales les utilisent, pour leur écorce qui fournit du tissu, des fibres ou du cordage, pour le bois qui recrache l'eau comme une éponge quand on le presse. Les feuilles, utilisées comme fourrage, sont récoltées à l'aide d'échelons enfoncés dans le tronc, qui servent aussi à récolter du miel sauvage et les fruits, qui peuvent être médicinaux et servir à allumer le feu. Les graines sont alimentaires et fournissent de l'huile recherchée.

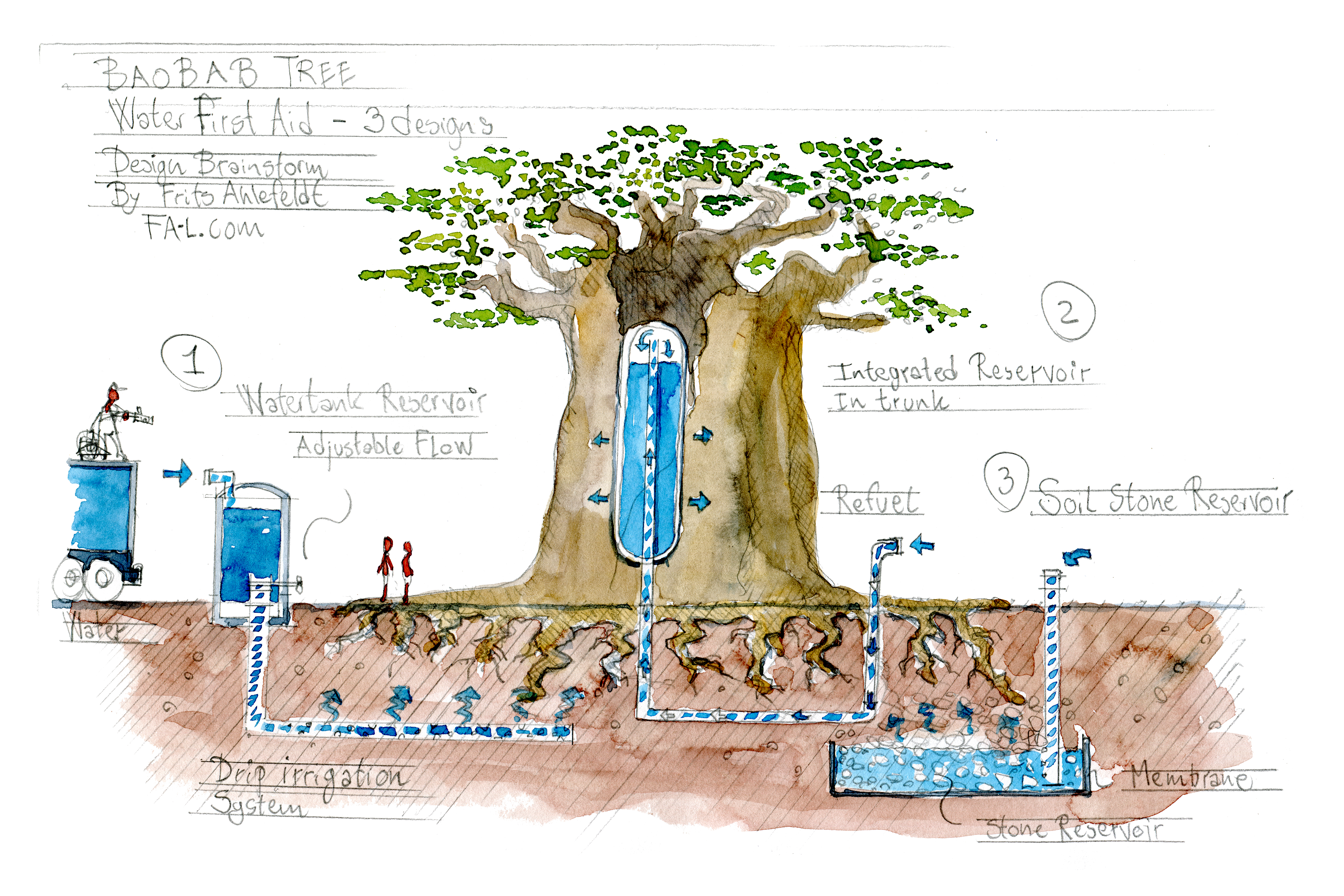
Croquis conceptuel sur les moyens de créer un réservoir d'eau pour les grands arbres afin de les aider en cas de sécheresse extrême et de changement climatique - ici un baobab comme exemple.

Les vieux Baobabs à tronc creux, peuvent, après y avoir percé une porte, servir de maison, bar, cellier, fosse septique, tombe, ossuaire, chapelle et salle de réunion. Au Nord Ouest de l'Australie, dans le Kimberley, se trouvent des baobabs qui furent utilisés comme prison par les colons (baobab prison). L'utilisation en tant que citerne est moins connue mais très présente en Afrique de l'est, il existe deux méthodes pour cela: 
-un trou est creusé à la pioche dans le bois mou en haut du tronc, ce qui ouvre une cavité atteignant jusqu'à 6 m3. Lors de la saison des pluies, la citerne se remplit d'eau. Elle est ensuite bouchée avec de la paille et de la terre. Lors de la saison sèche, les gens prélèvent l'eau du tronc à l'aide d'un robinet percé à la base. La conservation de l'eau dans le tronc vivant du Baobab peut lui donner un goût agréable de citron. Ce traitement ne tue pas l'arbre.
-un trou est creusé à la pioche mais cette fois ci sur le coté puis en profondeur. Il y a un temps de cicatrisation pour l'arbre puis, pendant la saison des pluies, on rempli le baobab en récupérant l'eau des flaques à l'aide d'un seau. Cela fait donc une réserve pour les saisons sèches. Notons qu'être creuseur de baobab est une tradition sacrée qui se transmet de génération en génération, il serait mal venu de creuser un baobab sans avoir les techniques et le statut nécessaire à cela.
Les Baobabs (essentiellement le Baobab africain) sont parfois utilisés comme bonsaïs[réf. nécessaire].